# Сенютович Іоаникій
Сенютович Іоаникій (*у середині 17 ст. - †1729, Сосниця) — український релігійний діяч доби Гетьманщини. Архімандрит Печерський. Противник втручання Москви в українські церковні справи, покровитель мистецтва.

## Біографія
1711 — ігумен Михайлівського Золотоверхого монастиря, з 1715 — архимандрит Києво-Печерської Лаври.
Брав участь в церковній службі, що проходила в Глухові у Миколаївській церкві та на Раді з обрання 1 (12) жовтня 1727 року гетьманом Данила Апостола.